# Rodger Rogério
Rodger Franco de Rogério (Fortaleza, 28 de janeiro de 1944) é ator, compositor e cantor.

## Biografia
Rodger Franco de Rogério nasceu em Fortaleza, Ceará, em 28 de janeiro de 1944, e foi casado com Maria Elisete Morais de Oliveira, a cantora Téti, com quem tem três filhos: Pedro Rogério, Daniela Rogério e Flávia Rogério. É casado com Vânia Porto, com quem tem três filhos: Rami Rogério, Tainá Rogério e Mayra Rogério
Em 1970, morou em Brasília, onde fez o curso de mestrado em física. Em 1972, morou em São Paulo, foi nomeado professor no Departamento de Física, na USP. Juntamente com Belchior, Ednardo e Téti, trabalhou produzindo novas composições todas as semanas, para o programa "Proposta", da TV Cultura.. As canções eram feitas a partir de conversas com os entrevistados do programa, sendo utilizadas para preparar perguntas, comentar respostas, ilustrar musicalmente o que dizia cada entrevistado.
Em 1973 lançou, juntamente com Ednardo e Téti, o disco "Meu Corpo, Minha Embalagem, Todo Gasto na Viagem", que viria a se tornar conhecido como "Pessoal do Ceará". Um trabalho clássico para a música do Ceará para o Brasil.
Em 1975, juntamente com Téti, lançou o disco "Chão sagrado", tendo como faixa-título uma parceria com Belchior.
Em 2004 lançou o CD "Rodger Rogério - Ao Vivo na Feira da Música", gravado no antigo Centro de Convenções de Fortaleza, ao lado de Manassés de Souza (viola de 12 cordas), Pedro Rogério (violão), Aroldo Araújo (contrabaixo) e Mingo Araújo (percussão). O disco inclui nove músicas de sua autoria e de diversos parceiros.
Em 2019, lançou um novo EP, titulado como "Velho menino", neste álbum se encontra quatro composições feitas em parceria com o compositor Dalwton Moura, sendo uma delas em parceria com Rogério Franco, irmão de Rodger Rogério.
Rodger Rogério, teve a música da autoria dele "Ponta do Lápis" (parceria com Clodô) incluída na nova turnê de Ney Matogrosso. Rodger se destacou com participação nos filmes Bacurau e Pacarrete.
Aos 75 anos de idade lançou o clipe As Deusas d'Iracema (Rodger Rogério/Dalwton Moura), no Teatro Dragão do Mar, em duas noites de shows, com a participação de Kátia Freitas, Gustavo Portela, Lúcio Gustavo e Nayra Costa.
No palco também recebeu gente da família, o irmão Rogério Franco, que tocou o violão e os filhos Pedro Rogério, que tocou a guitarra e Flávia Rogério, que também cantou, sob direção de Helton Vilar, da Comunik Filmes.

## Músicas
- Chão Sagrado - Rodger e Téti  do Pessoal do Ceará Chão Sagrado (2019)
- As Boas Vindas de Carranca (2019)
- Beco da Noite - Rodger e Téti  do Pessoal do Ceará Chão Sagrado (2019)
- Barco de Cristal (2003)
- Risada do Diabo (2019)
- Retrato Marrom (2003)
- Falando da Vida - Rodger e Téti  do Pessoal do Ceará Chão Sagrado (2019)
- Bye-Bye Baião - Rodger e Téti  do Pessoal do Ceará Chão Sagrado (2019)
- Siá Mariquinha - Rodger e Téti  do Pessoal do Ceará Chão Sagrado (2019)
- Balão da Baia (2003)
- Quando Você Me Pergunta (2003)
- As Deusas D'iracema (2019)
- Curta Metragem (2003)
- Susto - Rodger e Téti  do Pessoal do Ceará Chão Sagrado (2019)
- Diamond (2003)
- Amália - Rodger e Téti  do Pessoal do Ceará Chão Sagrado (2019)
- Rodoviária - Rodger e Téti  do Pessoal do Ceará Chão Sagrado (2019)
- Fino Fio - Rodger e Téti  do Pessoal do Ceará Chão Sagrado (2019)
- Velho Menino (2019)
- Uma Canção a Mais (2019)
- Deus Me Perdoe - Lauro Maia Teles (1999)
- Castelo Encantado (2003)
- Coroação - Rodger e Téti  do Pessoal do Ceará Chão Sagrado (2019)
- Fox-Lore - Rodger e Téti  do Pessoal do Ceará Chão Sagrado (2019)
- O Lago (2003)
- Ponta do Lápis (2003)
- Descompasso (2019)
- Jeri Paradiso (2019)

## Filmes: Elenco
- A Saga do Guerreiro Alumioso (1993)
- O Grão (2007)
- Bacurau (2019)
- Oeste Outra Vez (2024)

## Álbuns
- Rodger e Téti  do Pessoal do Ceará Chão Sagrado (1975)
- Velho Menino (2019)